# Epizoanthus steueri
Epizoanthus steueri is een Zoanthideasoort uit de familie van de Epizoanthidae. De wetenschappelijke naam van de soort is voor het eerst geldig gepubliceerd in 1937 door Pax.